# Euso muehlenbergi
Euso muehlenbergi is een spinnensoort uit de familie Ochyroceratidae. De soort komt voor in de Seychellen.